# Maria Zhang
Maria Zhang (Cracovia, Polonia; 8 de agosto de 1999) (Chino tradicional: 張至儀; Chino simplificado: 张至仪) es una actriz china nacida en Polonia. Actuó como Suki en la serie de televisión de acción real, Avatar: The Last Airbender.

## Primeros Años
Zhang nació en Polonia de padre chino y madre polaca. Alrededor del primer año de edad, Zhang y sus padres se mudaron a Pekín, donde ella creció. Pasó los veranos con su familia en la Polonia rural y habla chino, polaco e inglés. 
A los 12 años, mientras estaban en Polonia, Zhang y su hermana encontraron un recorte de periódico sobre la convocatoria de casting de un grupo de teatro comunitario. Posteriormente, se mudó a California para asistir a la Universidad del Sur de California. Ambos padres de Zhang son artistas.

## Carrera
Zhang protagonizó el cortometraje de 2021, All I Ever Wanted. La película fue una selección oficial en el Festival de Cine de Asia Pacífico de Los Ángeles.
En diciembre de 2021, Zhang fue elegida como Suki, en el título de la serie de televisión de acción en vivo de 2024, Avatar: The Last Airbender de Netflix.

## Filmografía

### Películas
| Año  | Título            | Papel    | Notas                                       |
| ---- | ----------------- | -------- | ------------------------------------------- |
| 2018 | Continuum         | Dayna Hu | Cortometraje, acreditada como Marysia Zhang |
| 2019 | Dear Mom          | Vivian   | Cortometraje                                |
| 2021 | All I Ever Wanted | Jennifer | Cortometraje                                |

### Televisión
| Año  | Título                     | Papel | Notas |
| ---- | -------------------------- | ----- | ----- |
| 2024 | Avatar: The Last Airbender | Suki  |       |

### Internet
| Año  | Título                              | Papel    | Notas       |
| ---- | ----------------------------------- | -------- | ----------- |
| 2020 | WorkInProgress: A Comedy Web-Series | Ani Dinh | 5 episodios |